# Damaszierung (Heraldik)

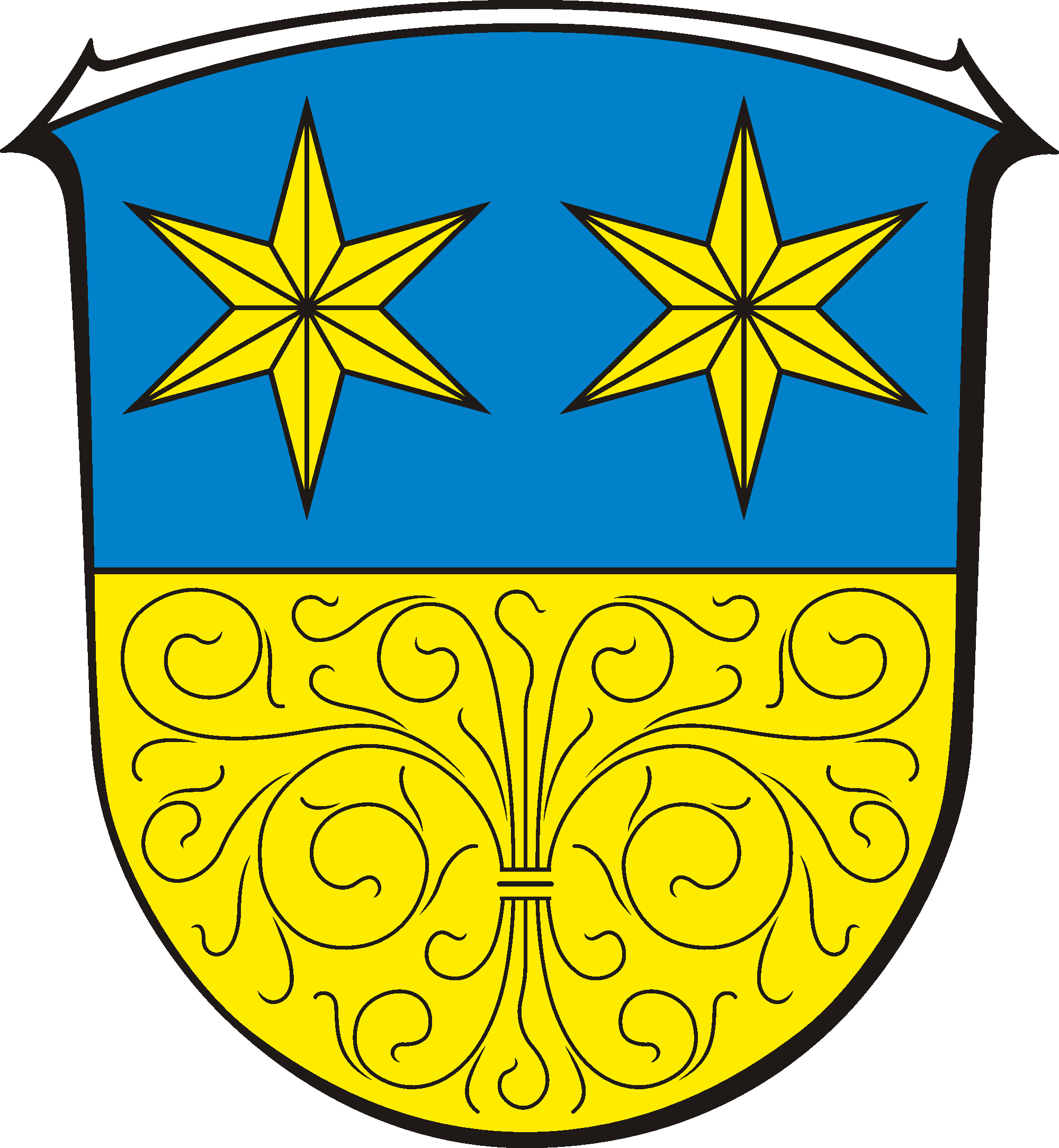
Beispiel einer Damaszierung im unteren Wappenfeld – Wappen von Michelstadt

In der Heraldik versteht man unter Damaszierung eine Feldmusterung als Darstellungsmittel zum Verzieren und Auffrischen von Wappen mit flächenfüllenden Mustern und Ornamenten im Stile von Arabesken oder strukturierten Schraffuren.
Die begrifflich dem Damaszener Stahl entlehnte Musterung tritt vermehrt seit dem 15. Jahrhundert auf und hat keine weitergehende heraldische Bedeutung. Damaszierungen sind weder Wappenbild noch stellen sie eine Wappenveränderung dar, sie besitzen lediglich dekorativen Charakter. Aus diesem Grund darf die Damaszierung nicht so aufdringlich oder so stark gezeichnet werden, dass es mit einer Gemeinen Figur oder einer heraldischen Variation des Feldes verwechselt werden könnte. Besonders gilt dies bei einfach schraffierter Feldmusterung, die mit Rauten oder höher geteiltem Heroldsbild verwechselt werden könnte. Die Damaszierung hat üblicherweise die gleiche Tinktur wie der Hintergrund, nur in einem helleren oder dunkleren Ton, oder der eines der beiden Metalle Gold oder Silber.
In den seltensten Fällen ist die Damaszierung Bestandteil der Blasonierung (Wappenbeschreibung) und unterliegt ansonsten, wie die Nebenteile eines Wappens, nicht der heraldischen Farbregel.
Die Darstellungsart ist der Zeitepoche angepasst. Im Mittelalter waren es einfache regelmäßige Figuren, wie beispielsweise gekreuzte Linien (Kreuze), Punkte, Rosetten, und Mäander. In der Renaissance war die Damaszierung sehr beliebt, so wurde diese zu schwungvollen und verschnörkelten Gebilden, die im Wappenfeld symmetrisch eingebracht wurden. Meist waren es stilisierte Nachempfindungen von Pflanzenranken, wie der Rauten oder der Weinpflanze. Ihr Vorbild haben Damaszierungen in Siegeln, wo leere Felder ausgefüllt wurden und so mangels Farbwiedergabe voneinander unterschieden werden konnten. Damasziert werden oft Wappenfelder, wenn kein Heroldsbild vorhanden ist, insbesondere wenn andere Partien sehr kleinteilig sind, nimmt man damit großen Flächen die optische Schwere. Wappenflächen, die mit einer Gemeinen Figur belegt sind, werden üblicherweise nicht damasziert.
Das Regalienfeld (oder Regalienschild) wird in der Regel damasziert dargestellt.

Wappen Bad Wildungen: „In silbern damasziertem Schwarz ein achtstrahliger goldener Stern“
Wappen Kronberg im Taunus
mit geometrischer Figur: Bruchköbel
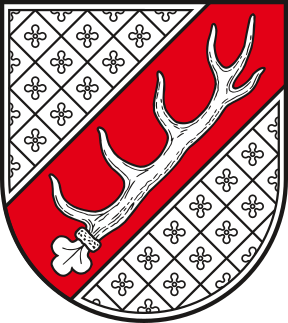
und Cröchern
Farbliche Feldmusterung (Garmisch-Partenkirchen)
Damaszierte Rauten (Eckelshausen)
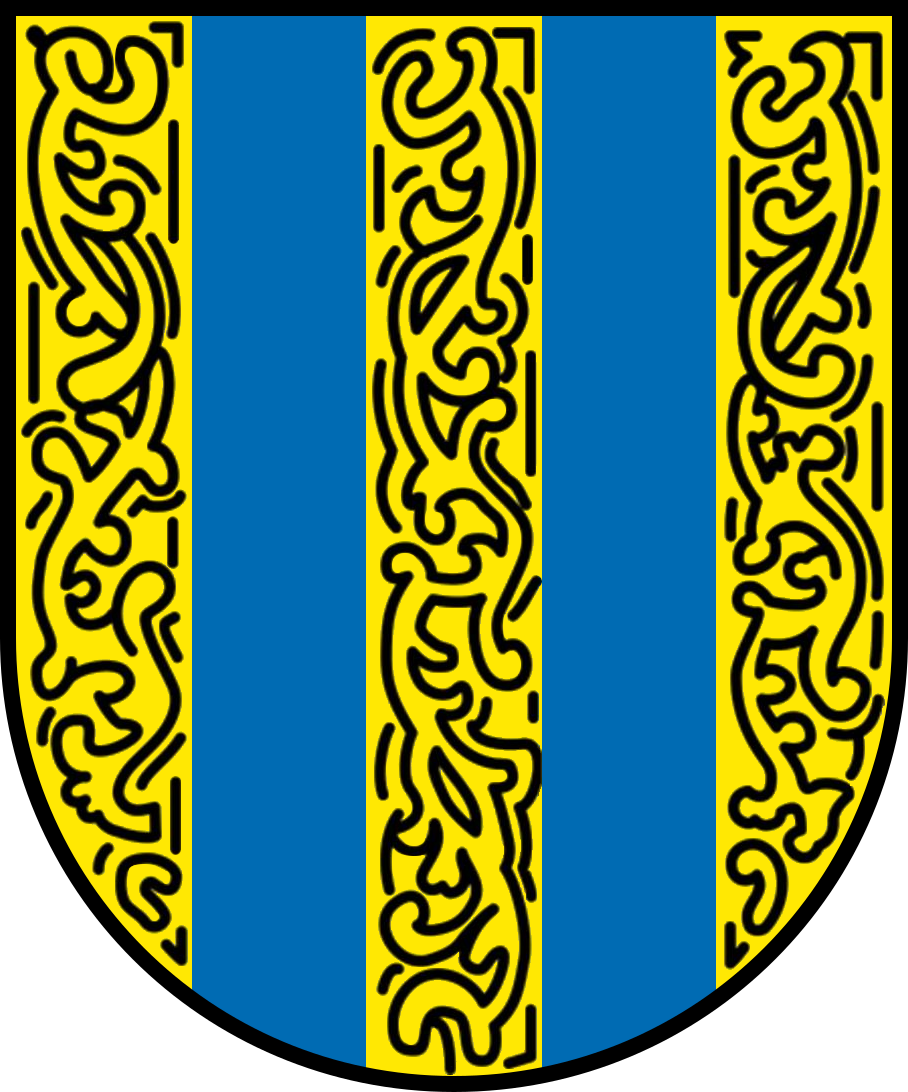
„Auf damasziertem goldenen Grund zwei blaue (Landsberger) Pfähle“ (Zörbig)
Damaszierte Felder (Juva, Finnland)
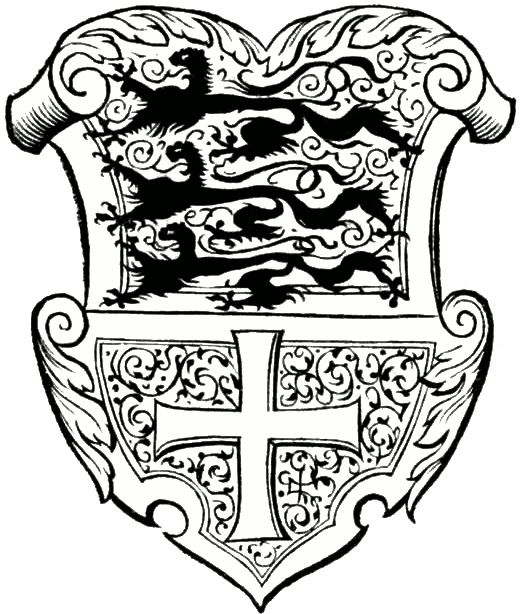
Ausgiebige Verwendung (Schwäbischer Reichskreis)
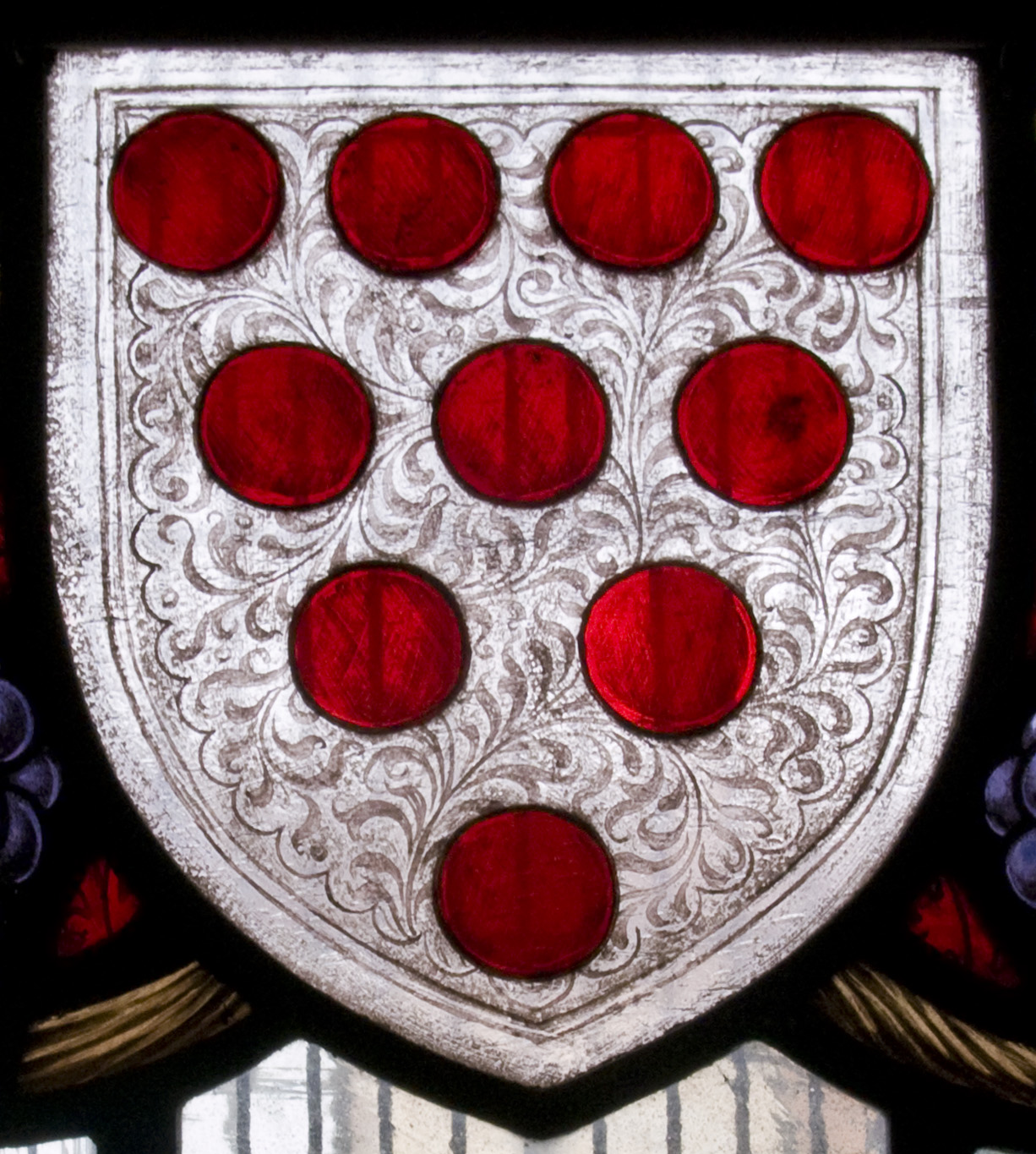
Glasmalerei (Diözese Worcester, England)